# سینسیناتی فایننشل
سینسیناتی فایننشل (انگلیسی: Cincinnati Financial) شرکت خدمات مالی آمریکایی است، که در سال ۱۹۵۰ تأسیس شد.